# Dositeo Errázuriz Zañartu
Dositeo Errázuriz Zañartu (Santiago, el 8 de febrero de 1828, falleció súbitamente en Santiago, en la Cámara de Diputados, el 11 de junio de 1885, sin haber terminado su periodo constitucional como diputado), fue un abogado y político liberal chileno. 

## Primeros años de vida
Era hijo de Francisco Javier Errázuriz Aldunate y doña Josefa Zañartu Manso de Velasco; es hermano del expresidente Federico Errázuriz Zañartu. Estudió en el Instituto Nacional y egresó de abogado por la Universidad de Chile en 1848, siendo de la primera generación universitaria. Contrajo matrimonio en 1853 con su prima, Matilde Errázuriz Ovalle.
Fue un servidos público y político, miembro activo del Partido Liberal.

## Labor parlamentaria
- Diputado por San Felipe, Los Andes y Putaendo (1873-1876). Integró la comisión permanente de Hacienda e Industria.
- Diputado por Temuco, Imperial y Collipulli (1876-1879), integrando en esta ocasión la comisión de Elecciones y Calificadora de Peticiones.
- Diputado por San Fernando (1879-1882), fue miembro de la comisión permanente de Educación y Beneficencia.
- Diputado por Santiago en dos períodos consecutivos (1882-1888); en la oportunidad integró las comisiones permanentes de Gobierno y Relaciones Exteriores y luego la de Elecciones y Calificadora de Peticiones.

## Otras actividades
En 1885 cooperó con la fundación del diario "Los Debates", órgano del liberalismo que llevó al poder a José Manuel Balmaceda Fernández. 
El presidente Domingo Santa María lo nombró consejero Estado. 
Falleció súbitamente en la Cámara de Diputados, el 11 de junio de 1885, sin concluir su periodo constitucional como diputado, por lo que fue reemplazado por los años restantes (hasta 1888) por el diputado suplente Jacinto Chacón Barry (Liberal).